# Takuya Izawa
Takuya Izawa (伊沢拓也?, Izawa Takuya; Tokyo, 1º giugno 1984) è un pilota automobilistico giapponese.
Attualmente corre in GP2 Series con il team ART Grand Prix.

## Carriera

### Super GT (2007-2013)

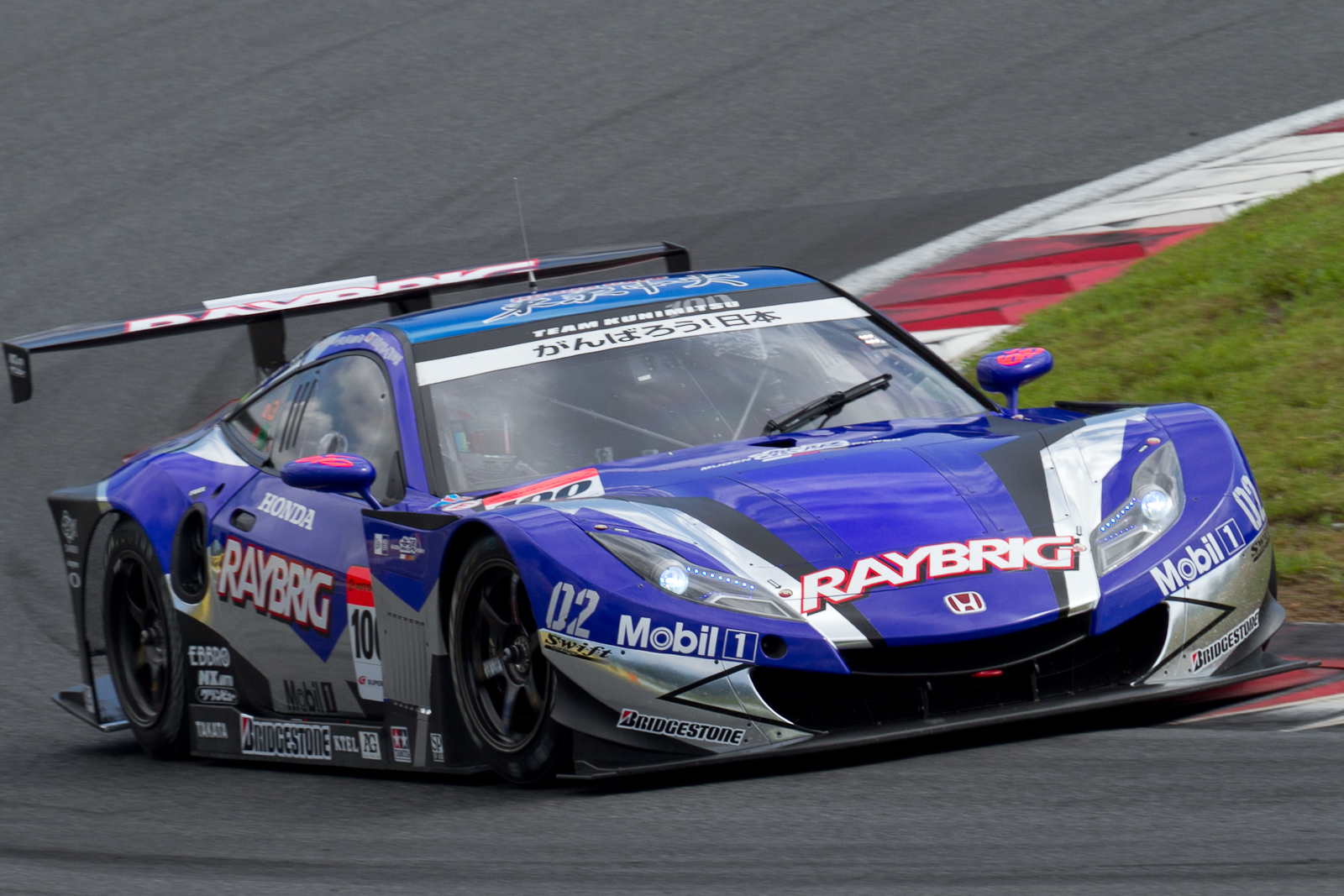
Izawa alla guida di una Honda HSV-010 GT del Team Kunimitsu nella stagione 2011 della Super GT giapponese.

Dal 2007 al 2013 corre in patria, in Giappone, nella serie Super GT. Nel corso del suo primo anno corre solo a Suzuka con una Honda NSX del team Real Racing, insieme ai cugini Katsutomo e Toshihiro Kaneishi, ottenendo un buon 5º posto e chiudendo la propria stagione 22º con 6 punti.
Nel 2008 iniziò a correre a tempo pieno con il team di Aguri Suzuki, l'Autobacs Racing Team Aguri, condividendo l'abitacolo con l'ex pilota di Formula 1 irlandese Ralph Firman. Ottenne 3 podi, con due terzi posti e un 2º (a Motegi), chiudendo 8º con 49 punti.
Nel 2009 confermò, di nuovo con Firman, la propria posizione nella squadra e trascorse la sua migliore stagione nella categoria. Dopo tre terzi posti in quattro gare (con l'unico arrivo non a punti a Suzuka), Izawa visse un paio di gare sottotono, a Sugo e di nuovo a Suzuka, per poi ottenere la prima vittoria al Fuji. Arrivò poi 4º ad Autopolis, prima di risalire sul gradino più alto del podio a Motegi. Questi ottimi risultati, però, non furono sufficienti per vincere, in quanto Izawa chiuse il campionato 2º alle spalle della coppia Juichi Wakisaka-André Lotterer, per soli sette punti.
Nel 2010 passò al Team Kunimitsu, in compagnia di Naoki Yamamoto. Concluse tutte le gare in zona punti, con l'esclusione di quella al Fuji e arrivando due volte sul gradino più basso del podio nei due eventi a Suzuka. Finì 8º con 40 punti.
Nel 2011 il tandem di piloti venne confermato. Izawa partì benissimo, con un 2º posto ad Okayama, ma già al Fuji si spense e poi ottenne risultati altalenanti, tra arrivi in zona punti, fuori e ritiri. Chiuse 9º con 37 punti.
L'anno successivo, il 2012, vide ancora la stessa coppia di piloti giapponesi nel team. Izawa partì ancora meglio dell'anno precedente, con due secondi posti consecutivi, ad Okayama e al Fuji, ma poi, esattamente come l'anno prima, la seconda parte di stagione fu estremamente incostante.
Il 2013 fu l'ultimo anno che vide impegnato Izawa in questa categoria. Il suo partner cambiò: al posto di Naoki Yamamoto arrivò Takashi Kogure. Questa stagione fu la più altalenante per il pilota giapponese: vinse ad Okayama, arrivò a punti al Fuji e 3º a Sepang, ma nel corso del campionato arrivò ulteriormente in zona punti solo a Suzuka. Concluse la sua esperienza in Super GT con un 10º posto e 37 punti.

### Formula Nippon (2008-2012)/Super Formula (2013)
Contemporaneamente all'impegno in Super GT, Izawa partecipò alla Formula Nippon. Debuttò nel 2008 con l'Autobacs Racing Team Aguri, la stessa squadra con la quale stava correndo in Super GT, in coppia con l'ex pilota di Formula 1 Yuji Ide. Arrivò a punti in tre occasioni, a Motegi, Okayama e Sugo. Concluse 10º con 19 punti.
L'anno successivo, il 2009, si trasferì alla Docomo (squadra in cui rimase fino alla fine della sua carriera in questa categoria), insieme al britannico Richard Lyons. Arrivò 2º al Fuji e ottenne punti in altre tre occasioni, chiudendo 8º con 14 punti.
Il 2010 lo vide affiancato, stavolta, dal francese Loïc Duval. Izawa riuscì ad arrivare in zona punti solo a Suzuka e a Sugo, finendo 11º con 7 punti e massacrato dal compagno di squadra, che invece arrivò 3º con 32,5 lunghezze di vantaggio sul giapponese.
Nel 2011 il suo partner fu Koudai Tsukakoshi. La stagione fu nuovamente tribolata, con soli tre arrivi a punti (Suzuka, Autopolis e Motegi) e con una squalifica a Sugo.
Il 2012 fu, invece, una stagione ricca di soddisfazioni per Izawa. Dopo essere arrivato in zona punti a Suzuka e Motegi, infatti, il giapponese ottenne il primo podio, grazie al 2º posto di Autopolis. Al Fuji non passò un buon weekend, ma si riprese già alla seconda gara di Motegi, dove arrivò 5º. Poi, riuscì a vincere due gare consecutive, a Sugo e a Suzuka (nel primo dei due eventi tenutisi su quel tracciato). Chiuse il campionato con un 6º posto, ancora a Suzuka, classificandosi alla fine 3º con 41,5 punti.
Nel 2013, anno in cui la categoria cambiò il nome in Super Formula, Izawa corse per l'ultima volta nella serie. Vinse subito a Suzuka, ma tre ritiri in quattro gare lo esclusero subito dalla lotta per il titolo e relegarono, insieme a un arrivo a punti al Fuji e altri due fuori, il pilota giapponese al 7º posto finale con 15 punti.

### WTCC (2013)
Nel 2013, Izawa prese parte alla gara in Giappone del WTCC, tenutasi a Suzuka, con una Honda Civic WTCC assemblata dal team Honda Racing Team JAS. Si ritrovò 15º nelle qualifiche, mentre chiuse gara-1 al 12º posto e si ritirò negli ultimi giri di gara-2, venendo classificato ultimo. Chiuse il campionato con 0 punti, al 28º posto.

### GP2 Series (2014)
Il 2014 vide Izawa impegnarsi in GP2 Series. Il debutto in Bahrain fu molto buono, con un arrivo a punti in gara-1, 6º. In gara-2, però, arrivò solo 12º e a Barcellona le cose andarono peggio: finì due volte lontano dai primi dieci. A Monaco, invece, si ritirò in entrambi gli eventi.

## Risultati

### Risultati in Super GT
| Anno | Team                       | Vettura          | Cat.  | 1      | 2      | 3       | 4      | 5       | 6       | 7      | 8      | 9      | Pos. | Punti |
| ---- | -------------------------- | ---------------- | ----- | ------ | ------ | ------- | ------ | ------- | ------- | ------ | ------ | ------ | ---- | ----- |
| 2007 | Real Racing                | Honda NSX        | GT500 | SUZ    | OKA    | FUJ     | SEP    | SUG     | SUZ 5   | MOT    | AUT    | FUJ    | 22º  | 6     |
| 2008 | Autobacs Racing Team Aguri | Honda NSX        | GT500 | SUZ 14 | OKA 3  | FUJ Rit | SEP 11 | SUG 15  | SUZ 13  | MOT 2  | AUT 3  | FUJ 12 | 8º   | 49    |
| 2009 | Autobacs Racing Team Aguri | Honda NSX        | GT500 | OKA 3  | SUZ 14 | FUJ 3   | SEP 3  | SUG 14  | SUZ 12  | FUJ 1  | AUT 4  | MOT 1  | 2º   | 81    |
| 2010 | Team Kunimitsu             | Honda HSV-010 GT | GT500 | SUZ 3  | OKA 8  | FUJ 10  | SEP 5  | SUG 8   | SUZ 3   | FUJ C  | MOT 6  |        | 8º   | 40    |
| 2011 | Team Kunimitsu             | Honda HSV-010 GT | GT500 | OKA 2  | FUJ 12 | SEP 7   | SUG 7  | SUZ Rit | FUJ 5   | AUT 14 | MOT 4  |        | 9º   | 37    |
| 2012 | Team Kunimitsu             | Honda HSV-010 GT | GT500 | OKA 2  | FUJ 2  | SEP 6   | SUG 8  | SUZ 11  | FUJ 12  | AUT 8  | MOT 9  |        | 5º   | 43    |
| 2013 | Team Kunimitsu             | Honda HSV-010 GT | GT500 | OKA 1  | FUJ 7  | SEP 3   | SUG 12 | SUZ 10  | FUJ Rit | AUT 12 | MOT 12 |        | 10º  | 37    |

### Risultati in Formula Nippon/Super Formula
(legenda) (Le gare in grassetto indicano la pole position) (Gare in corsivo indicano Gpv)
| Anno | Team                         | 1       | 2       | 3      | 4       | 5       | 6        | 7        | 8       | 9       | 10      | 11    | Pos. | Punti |
| ---- | ---------------------------- | ------- | ------- | ------ | ------- | ------- | -------- | -------- | ------- | ------- | ------- | ----- | ---- | ----- |
| 2008 | Autobacs Racing Team Aguri   | FUJ Rit | SUZ 9   | MOT 4  | OKA 5   | SUZ1 12 | SUZ2 Rit | MOT1 Rit | MOT2 12 | FUJ1 18 | FUJ2 17 | SUG 8 | 10º  | 19    |
| 2009 | Docomo Team Dandelion Racing | FUJ 2   | SUZ 7   | MOT NP | FUJ Rit | SUZ 8   | MOT 9    | AUT 6    | SUG 11  |         |         |       | 8º   | 14    |
| 2010 | Docomo Team Dandelion Racing | SUZ 5   | MOT 11  | FUJ 9  | MOT 11  | SUG 6   | AUT Rit  | SUZ1 11  | SUZ2 11 |         |         |       | 11º  | 7     |
| 2011 | Docomo Team Dandelion Racing | SUZ 4   | AUT 6   | FUJ 10 | MOT 6   | SUZ C   | SUG SQ   | MOT1 Rit | MOT2 10 |         |         |       | 9º   | 11    |
| 2012 | Docomo Team Dandelion Racing | SUZ 6   | MOT 4   | AUT 2  | FUJ 13  | MOT 5   | SUG 1    | SUZ1 1   | SUZ2 6  |         |         |       | 3º   | 41.5  |
| 2013 | Docomo Team Dandelion Racing | SUZ 1   | AUT Rit | FUJ 5  | MOT Rit | SUG Rit | SUZ1 10  | SUZ2 9   |         |         |         |       | 7º   | 15    |

### Risultati in WTCC
(legenda) (Le gare in grassetto indicano la pole position) (Gare in corsivo indicano Gpv)
| Anno | Team                  | Vettura          | 1     | 2     | 3     | 4     | 5     | 6     | 7     | 8     | 9     | 10    | 11    | 12    | 13    | 14    | 15    | 16    | 17    | 18    | 19       | 20        | 21    | 22    | 23    | 24    | Pos. | Punti |
| ---- | --------------------- | ---------------- | ----- | ----- | ----- | ----- | ----- | ----- | ----- | ----- | ----- | ----- | ----- | ----- | ----- | ----- | ----- | ----- | ----- | ----- | -------- | --------- | ----- | ----- | ----- | ----- | ---- | ----- |
| 2013 | Honda Racing Team JAS | Honda Civic WTCC | ITA 1 | ITA 2 | MAR 1 | MAR 2 | SVK 1 | SVK 2 | HUN 1 | HUN 2 | AUT 1 | AUT 2 | RUS 1 | RUS 2 | POR 1 | POR 2 | ARG 1 | ARG 2 | USA 1 | USA 2 | JPN 1 12 | JPN 2 22† | CHN 1 | CHN 2 | MAC 1 | MAC 2 | NC   | 0     |

### Risultati in GP2 Series
(legenda) (Le gare in grassetto indicano la pole position) (Gare in corsivo indicano Gpv)
| Anno | Team           | 1         | 2          | 3          | 4          | 5           | 6           | 7       | 8       | 9       | 10      | 11      | 12      | 13      | 14      | 15      | 16      | 17      | 18      | 19      | 20      | 21      | 22      | Pos. | Punti |
| ---- | -------------- | --------- | ---------- | ---------- | ---------- | ----------- | ----------- | ------- | ------- | ------- | ------- | ------- | ------- | ------- | ------- | ------- | ------- | ------- | ------- | ------- | ------- | ------- | ------- | ---- | ----- |
| 2014 | ART Grand Prix | BHR FEA 6 | BHR SPR 12 | ESP FEA 20 | ESP SPR 13 | MON FEA Rit | MON SPR Rit | AUT FEA | AUT SPR | GBR FEA | GBR SPR | GER FEA | GER SPR | HUN FEA | HUN SPR | BEL FEA | BEL SPR | ITA FEA | ITA SPR | RUS FEA | RUS SPR | ABU FEA | ABU SPR | 15º* | 8*    |